# Lambeth Bridge

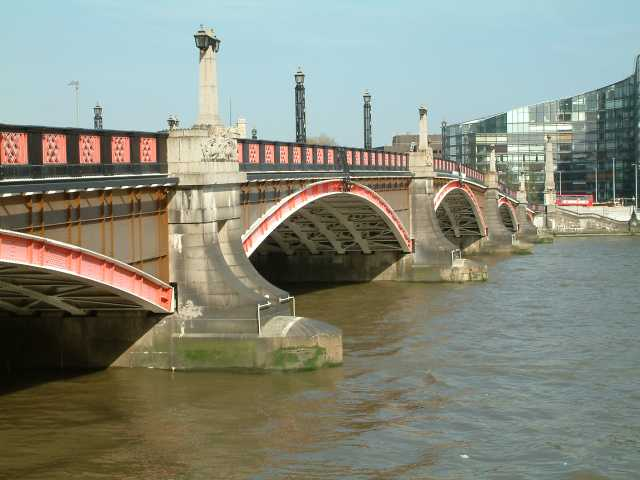
Lambeth Bridge, Blick nach Osten

Die Lambeth Bridge ist eine Straßenbrücke über den Fluss Themse in London. Sie verbindet die City of Westminster auf der Westseite mit dem Stadtteil Lambeth im Stadtbezirk London Borough of Lambeth auf der Ostseite. Darüber führt die Hauptstraße A3203. Am östlichen Ufer befinden sich der Lambeth Palace und der Hauptsitz der Internationalen Seeschifffahrts-Organisation. Hier beginnt auch die Promenade Queen’s Walk.
Die 236,5 Meter lange Brücke besteht aus Stahl sowie Stahlbeton und ist mit poliertem Granit verkleidet. An beiden Enden stehen Obelisken, die an der Spitze die Form einer Ananas aufweisen und Gastfreundschaft symbolisieren sollen. Die Brücke ist rot gestrichen, was der Farbe der Ledersessel im House of Lords entspricht, dessen Sitzungssaal der Lambeth Bridge zugewandt ist. Die Westminster Bridge hingegen ist grün gestrichen, was der Farbe des House of Commons entspricht.

## Geschichte
Die Lambeth Bridge befindet sich am Standort einer ehemaligen Fähre, die mindestens seit dem 13. Jahrhundert in Betrieb war. Hier legte jeweils vor wichtigen staatlichen Anlässen das Boot des Königs an. Die Straße, die zur Brücke führt, heißt Horseferry Road. Diese „Pferdefähre“ war im Besitz des Erzbischofs von Canterbury, dessen Londoner Residenz der Lambeth Palace war. Nach dem Bau der Westminster Bridge im Jahr 1750 erhielt der Erzbischof eine Entschädigung für entgangene Fähreinnahmen.
Das Parlament genehmigte 1860 den Bau der Lambeth Bridge. Die unter der Leitung von Peter William Barlow gebaute Hängebrücke war 252 Meter lang und wurde 1862 eröffnet, die Benutzung war mautpflichtig. Doch Bedenken über die Sicherheit und die für Pferdefuhrwerke fast unüberwindbar steilen Zufahrtsrampen führten dazu, dass fast nur noch Fußgänger die Brücke benutzten. Nach der Übernahme der Brücke durch das Metropolitan Board of Works im Jahr 1879 entfiel die Maut. Zu diesem Zeitpunkt war die Brücke bereits weitgehend verrostet.
1905 wurde ein Neubau beschlossen, doch vorerst geschah nichts. Die Benutzung durch Fahrzeuge wurde mehr und mehr eingeschränkt, bis sie vollständig verboten war. Nach der Errichtung einer temporären Brücke begann 1929 die Errichtung eines Neubaus durch Sir George Humphreys. König Georg V. eröffnete die neue Brücke am 12. Mai 1932.